# Office of Natural Resources Revenue

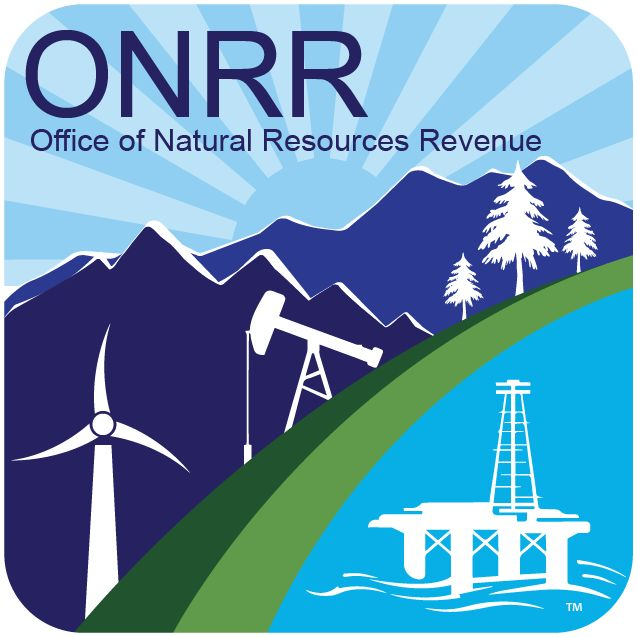
Logo des Office of Natural Resources Revenue

Das Office of Natural Resources Revenue ist eine Behörde der Vereinigten Staaten von Amerika unter dem Dach des Innenministeriums der Vereinigten Staaten. Sie wurde 2011 gegründet, um die Einnahmen der Bundesregierung aus der Gewinnung von Rohstoffen zu verwalten. Das ONRR ist zuständig für Rohstoffprojekte, insbesondere Erdöl und Erdgas betreffend, aus den Hoheitsgewässern und der ausschließlichen Wirtschaftszone der USA sowie jenen Landflächen, die im Bundeseigentum stehen oder Indianervölkern unter der Mitverwaltung des Bureau of Indian Affairs gehören.
Bis 2011 war die Verwaltung der Einnahmen zusammen mit der Genehmigung der Rohstoffgewinnung und der Überwachung von Sicherheits- und Umweltbestimmungen in einer Behörde, dem Minerals Management Service, gebündelt. Nachdem die Behörde seit Jahrzehnten wegen Korruption und ungenügender Kontrolle kritisiert wurde und unter dem Eindruck der der Deepwater-Horizon-Katastrophe von 2010, beschloss der damalige Innenminister Ken Salazar, die Behörde zu zerschlagen und die drei Funktionen drei unabhängigen Behörden zuzuweisen.
Die Zentrale des ONRR wurde bewusst aus Washington verlegt und in Lakewood im Großraum Denver, Colorado angesiedelt.
Die Behörde verwaltete 2019 11,7 Mrd. USD mit etwa 625 vollzeitäquivalenten Stellen. Die Einnahmen dienen zu einem Teil dazu den Land and Water Conservation Fund zu finanzieren, ein Etat der Naturschutzbehörden, der zweckgebunden in den Ankauf oder die anderweitige langfristige Sicherung von ökologisch wertvollen Naturflächen fließt. Seit 2020 ist der Fund mit jährlich 900 Mio. USD ausgestattet. Weitere Einnahmen fließen an die Indianervölker, die Bundesstaaten, in denen entweder auf Bundesflächen Rohstoffe gefördert werden oder vor deren Küsten die Förderung stattfindet. Hinzu kommen noch ein Etat für die Beseitigung von Umweltschäden durch die Rohstoffgewinnung und ein kleiner Anteil für Denkmalschutz. Der Rest der Einnahmen fließt in den allgemeinen Bundeshaushalt der Vereinigten Staaten.